# Бубур-аям
Бубу́р-ая́м (индон. bubur ayam, буквально — «каша с курицей») — блюдо индонезийской кухни. Представляет собой густую рисовую кашу, обильно заправленную курятиной, а также набором дополнительных ингредиентов — обычно, рубленым яйцом, луком, зеленью, крупуком, абоном, различными приправами.
Блюдо пользуется особой популярностью на Яве, где является одним из главных кулинарных специалитетов. Имеет некоторое распространение за пределами Индонезии: в ряде других стран Юго-Восточной Азии, а также в Нидерландах — бывшей метрополии Индонезии.

## Происхождение и распространение

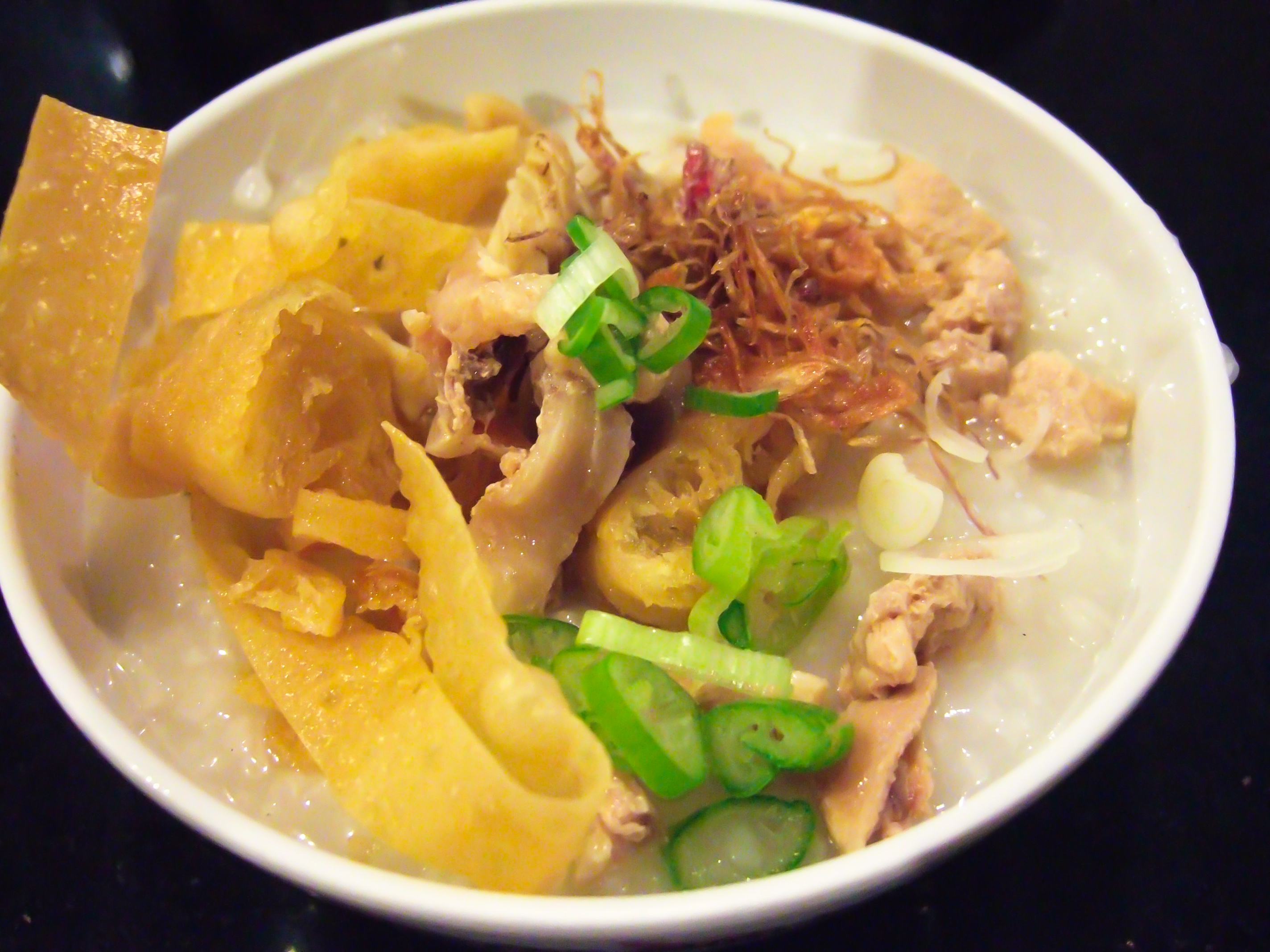
Бубур-аям с ютяо, жареным луком и зелёным перцем. Джакарта

Варёный рис традиционно является главной составляющей рациона большинства индонезийцев, тогда как прочие продукты часто служат лишь более или менее значительными дополнениями к нему. Среди подобных дополнений важное место занимает курятина: для жителей этой страны она является одним из наиболее доступных продуктов животного происхождения, поскольку скотоводство — в силу нехватки соответствующих земельных угодий, а также определённых климатических особенностей — исторически распространено здесь в гораздо меньшей степени, нежели птицеводство.
Вместе с тем, приготовление каши не является исконным местным способом кулинарной обработки риса — соответствующая методика была заимствована у китайцев, масштабные миграции которых на территорию нынешней Индонезии начались в XVI веке. Следы китайского влияния прослеживаются и в наборе дополнительных ингредиентов, используемых при изготовлении бубур-аяма: в это кушанье очень часто добавляют ютяо, нередко — мочёную лобу, проростки сои и вигны и другие специалитеты классической кухни индонезийских китайцев, а также кухни перанаканов — особой этнической группы индонезийских китайцев, в значительной степени ассимилировавшейся с коренным местным населением.
За длительное время практика приготовления бубур-аяма распространилась во многих районах Индонезии, причём это кушанье, несмотря на свои китайские корни, воспринимается индонезийцами как собственное. Особенно значимое место оно приобрело в яванской кухне: почти повсеместно на Яве бубур-аям является одним из основных повседневных блюд.
Интенсивные трудовые миграции индонезийцев — главным образом, яванцев — в соседние Сингапур и Малайзию способствовали популяризации бубур-аяма и в этих странах. Кроме того, это кушанье получило некоторое распространение в Нидерландах, бывшей метрополии Индонезии. Там оно готовится  в многочисленных индонезийских ресторанах, а также в семьях, имеющих индонезийские корни, и часто служит одной из главных составляющих рийстафеля — комплексного обеда из нескольких поданных одновременно блюд.

## Приготовление и разновидности
Рисовая каша, служащая основой бубур-аяма, может вариться на воде, иногда — на кокосовом молоке или его смеси с водой, но чаще всего для варки риса используется бульон из под курицы — второго основного ингредиента этого блюда (в этом случае рис предварительно замачивается). При варке курицы в бульон обычно добавляются различные специи: лавровый лист, душистый перец, лук-шалот, чеснок, лумбанг, имбирь, мускатный орех, куркума и др.
Готовая каша имеет, как правило, достаточно густую консистенцию. В соответствии со многими рецептами, кашу после завершения варки принято заправлять соусом, который готовится из того же куриного бульона: последний сдабривается дополнительной порцией специй и доводится до кипения в сковороде или кастрюле, в которой предварительно разогревается растительное масло.

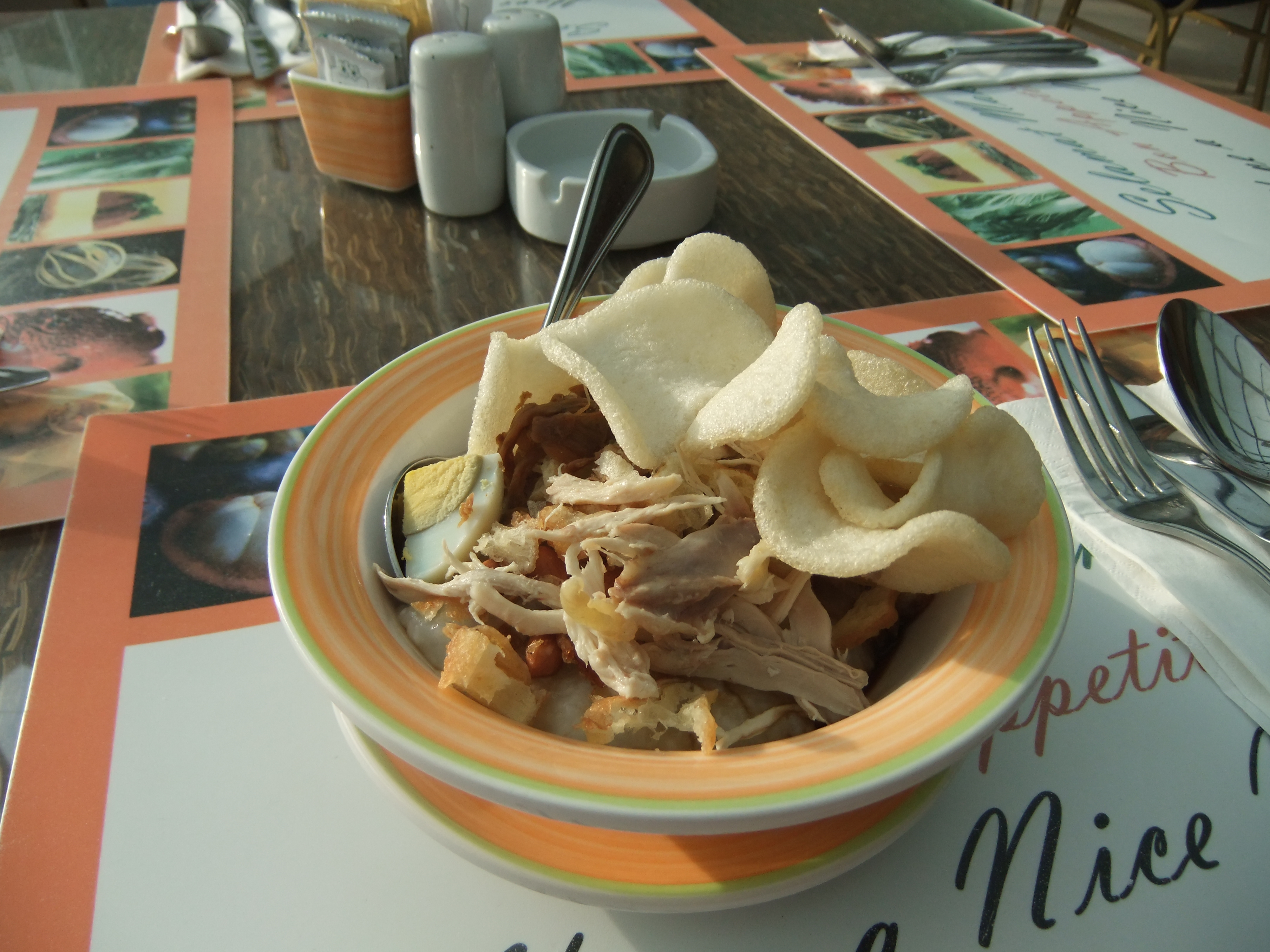
Бубур-аям, обильно посыпанный крупуком. Суракарта

После варки курица обычно недолго обжаривается в растительном масле — иногда опять же с дополнительным набором специй. После этого её мясо отделяется от костей и мелко нарезается — обычно соломкой. На этом процесс приготовления блюда в основном завершается. Заправка каши курятиной и дополнительными ингредиентами проводится уже после разделения её на порции: подаётся каша в мисках или глубоких тарелках.
Разнообразие рецептов бубур-аяма обуславливается множеством вариантов состава специй, используемых при варке курицы и риса, наличием или отсутствием заправочного соуса и его особенностями. Однако наиболее заметные различия заключаются, как правило, в наборах дополнительных ингредиентов, которыми посыпается каша. В качестве последних в большинстве вариаций блюда используются рубленные варёные яйца — куриные, утиные или перепелиные, мелко нашинкованный зелёный лук, измельчённый жареный репчатый лук, а также ютяо — обжаренные во фритюре полоски теста. Помимо этого в ход весьма часто идут крупук, обжаренные зёрна арахиса, сельдерей и другая зелень, нашинкованный красный перец или самбал — густой пастообразный соус на основе протёртого красного перца. Несколько реже используются абон из курятины, свежие либо мочёные овощи, в том числе, такая местная разновидность пикулей, как ачар, а также тофу, темпе, столетние яйца. Иногда поверх порции каши кладут одну или две палочки сате — традиционного индонезийского миниатюрного шашлыка. Сате может готовиться практически из любых продуктов животного происхождения, но в качестве дополнения к бубур-аяму чаще всего используются шашлычки из куриных субпродуктов или зачаточных куриных яиц — последние являются достаточно популярным продуктом в индонезийской кухне. Сверху готовое блюдо обычно сбрызгивается соевым соусом.
В Индонезии — в особенности, на Яве — различные города и местности традиционно имеют свои, нюансированные рецепты бубур-аяма, которые нередко  приобретают общенациональную популярность под соответствующим «географическим» названием. Так, бубур-аям по-чиребонски обильно заправляется соусом, приготовленным с использованием куркумы, который имеет достаточно яркий желтоватый оттенок, а в число его дополнительных ингредиентов обычно входит нашинкованная капуста или бок-чой. В бубур-аям по-сукабумски яйцо — обычно, сваренное всмятку или «в мешочек» — принято класть целиком, погружая его вглубь каши. В бубур-аям по-чианджурски помимо куриной мякоти в большом количестве добавляются куриные потрошки.

## Подача и употребление

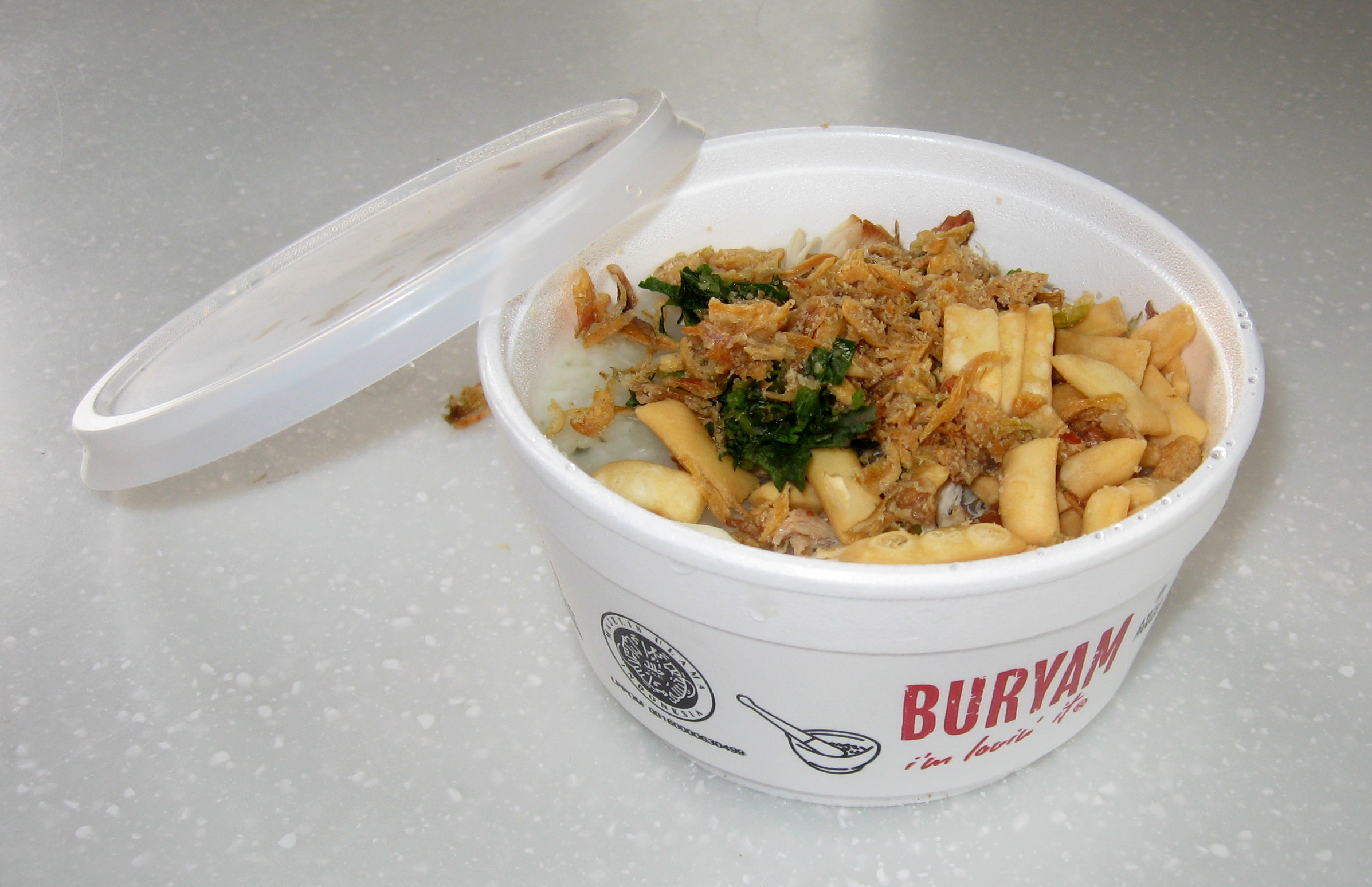
Подача бубур-аяма в ресторане McDonald’s. Джокьякарта

Внешний вид готовой порции кушанья варьирует в зависимости от состава и объёма дополнительных продуктов. В каких-то случаях они присутствуют на поверхности каши в относительно небольшом количестве, в других — образуют внушительные пирамиды, значительно возвышающиеся над краями миски и полностью скрывающие саму рисовую кашу. Иногда — в основном при ресторанной подаче — дополнительные ингредиенты могут подаваться отдельно от каши и добавляться в неё уже самими едоками по вкусу.
Есть бубур-аям принято в горячем виде, как можно скорее после приготовления. На Яве это блюдо популярно прежде всего в качестве плотного завтрака, однако это не мешает готовить и подавать его и в более позднее время суток.
В Индонезии бубур-аям пользуется высокой популярностью в равной мере в домашней, ресторанной и уличной кухне. Это блюдо подается в заведениях общественного питания всех уровней, а также повсеместно готовится уличными торговцами на передвижных кухнях-тележках. Более того, не только в Индонезии, но и в соседней Малайзии, где бубур-аям также пользуется достаточно широким спросом, это кушанье ввели в свои меню действующие в этих странах крупнейшие международные сети ресторанов быстрого питания, в частности, McDonald’s и KFC.
В индонезийских продовольственных магазинах продаётся бубур-аям быстрого приготовления, производимый местной пищевой промышленностью. Он представляет собой запакованный в пластиковый контейнер или пакет брикет варёного риса с небольшими порциями различных добавок. Для приготовления такого блюда полуфабрикат достаточно только залить кипятком или горячим бульоном.